# 志杨革命烈士纪念碑
志杨革命烈士纪念碑，位于中国广东省梅州市丰顺县东留镇志杨村，为丰顺县文物保护单位，类型为近现代重要史迹及代表性建筑，公布时间为1995年6月。
志杨革命烈士纪念碑的历史年代为近代。1995年6月，丰顺县人民政府认定其为丰顺县文物保护单位。